# Zbigniew Gawlik
Zbigniew Marian Gawlik (ur. 1 lipca 1956 w Krakowie) – polski szczypiornista, przedsiębiorca, medalista mistrzostw świata (1982), olimpijczyk z Moskwy (1980), mistrz Polski.

## Kariera sportowa

### Kariera klubowa
Był wychowankiem Hutnika Kraków, w którego barwach występował od 1972. Z krakowskim klubem wywalczył w 1977 awans do ekstraklasy, w sezonie 1977/1978 zdobył wicemistrzostwo Polski, następnie trzykrotnie z rzędu mistrzostwo Polski (sezony 1978/1979, 1979/1980 i 1980/1981) i brązowy medal MP w sezonie 1983/1984, a także Puchar Polski w 1978 i 1983.
W latach 1985–1994 był graczem austriackiej drużyny UHC Stockerau, z którą zdobył mistrzostwo kraju w 1986, wicemistrzostwo w 1988 oraz trzykrotnie Puchar Austrii (1988, 1989, 1990).

### Kariera reprezentacyjna
W 1977 wystąpił na młodzieżowych mistrzostwach świata, zajmując z drużyną 7. miejsce. W reprezentacji Polski seniorów debiutował w 1978. Wystąpił na Igrzyskach Olimpijskich w Moskwie (1980) (7. miejsce), mistrzostwach świata grupy "B" w 1981 (1. miejsce). Życiowy sukces odniósł, zdobywając w 1982 brązowy medal mistrzostw świata. W 1984 zdobył brązowy medal na zawodach Przyjaźń-84. W 1985 uczestniczył w zwycięskich dla Polski mistrzostwach świata grupy "B". Łącznie w reprezentacji Polski seniorów wystąpił w 141 spotkaniach, zdobywając 194 bramki.
W latach 1988–1992 wystąpił w 59 spotkaniach reprezentacji Austrii, zdobywając 138 bramek. Zagrał m.in. na mistrzostwach świata grupy "B" w 1989 (14. miejsce) i 1992 (2. miejsce, które dało Austrii pierwszy w historii awans do mistrzostw świata grupy "A").
W 1993 otrzymał Diamentową Odznakę ZPRP.

## Życie prywatne
W 1994 powrócił na stałe do Polski, zamieszkał w Bielsku-Białej, gdzie prowadził działalność gospodarczą, m.in. kluby dyskotekowe.